# Rafael Henríquez
Rafael Henríquez (Corinto (Cauca), 13 de junio) es un actor y modelo colombiano.

## Biografía
Es un actor y modelo, se dio a conocer al convertirse en prime finalista en la edición del año 2000 del colombiano.
El primer papel de Henríquez como actor vino en 2006, cuando protagonizó la serie de televisión Por todo lo alto, interpretando el personaje de Elkin. Un año más tarde obtuvo el papel en la serie de televisión de Colombiano El capo. También apareció en dos series de televisión más: "Qué Buena sí Puso Lola" y "Date con Todo". En 2011 consiguió el papel principal en la serie de televisión La Traicionera con Marianela González.
En 2007 se casó con la actriz colombiana Katherine Escobar. El 8 de julio de 2008 tuvo su primer hijo, una hija llamada Sofía Henríquez Escobar. Ellos se divorciaron en marzo de 2010.
En 2010 regresa a la televisión colombiana para interpretar al villano de la telenovela El príncipe azul.
Actualmente se dio a conocer su relación con la actriz Carolina Acevedo.

## Telenovelas
- 2014 - El Estilista - Leonel Cadavid
- 2013 - Tres Caínes - Jaime Garzón
- 2012 - San Andresito - Rafael
- 2012 - La captura - Coronel Monsalve
- 2011 - La Traicionera ... Alejandro
- 2010 - Rosario Tijeras amar es más difícil que matar ... Jose Ángel Pulido
- 2009 - El Cartel (Colombia)
- 2008 - El último matrimonio feliz ... Marcelo
- 2007 - Nuevo rico, nuevo pobre ... Rafael
- 2006 - El engaño (telenovela de 2006) ... Elkin